# 田中允貴
田中 允貴（たなか みつたか、1962年8月26日 - ）は、日本の俳優。千葉県出身。希楽星に所属していたが、現在の所属事務所は不明。

## 出演作品

### テレビドラマ
- 渡る世間は鬼ばかり
- 目撃者
- 天体観測（2002年）
- こころ（2003年）
- 武蔵（2003年）
- あなたの人生お運びします!（2003年）
- Dr.コトー診療所（2003年）
- オウムVS警察…史上最大の作戦! 完全再現－地下鉄サリン事件-（2004年2月24日）　科学捜査研究所の係官
- はねるのトびら 「TSUKAJI24」（2004年）　いとうあいこのマネージャー
- 新撰組!（2004年）
- 新しい風（2004年）
- 離婚弁護士 第9話（2004年）
- 人間の証明（2004年）
- 砂の器 第8話（2004年）
- 家政婦は見た!23（2004年）
- 不機嫌なジーン（2005年）
- エンジン（2005年）
- 恋におちたら〜僕の成功の秘密〜（2005年）
- ボイスレコーダー（2005年8月12日）
- 広島 昭和20年8月6日（2005年8月29日）
- 積木くずし真相 〜あの家族、その後の悲劇〜（2005年9月2日・3日）
- 東京ワンダーツアーズ（2005年）
- 医龍-Team Medical Dragon-（2006年）
- 純情きらり（2006年）
- トップキャスター（2006年）
- ウルトラマンメビウス 第41話「思い出の先生」（2006年）　桜ヶ丘中学校卒業生
- ザ・ヒットパレード（2006年）
- 7人の女弁護士（2006年）
- がきんちょ〜リターン・キッズ〜（2006年）
- 不信のとき〜ウーマン・ウォーズ〜（2006年）
- 太郎と次郎〜反省ザルとボクの夢〜（2007年3月17日）
- 喰いタン2（2007年）
- 生徒諸君!（2007年）
- BOYSエステ（2007年）　北岡
- ULTRASEVEN X 第2話「CODE NAME "R"」（2007年）
- 女帝 SUPER QUEEN 第8話（2007年）　ホテルマン
- 働きマン（2007年）
- SP 第10話（2008年）　徳川
- 雪之丞変化（2008年）
- 熱血教師SP夢の見つけ方教えたる!（2008年3月8日）
- 女刑事ふたり（2008年3月8日）
- ウランを素手で掘った少年たち（2008年8月2日）
- BOSS 第10話（2009年）　警察本部
- アンタッチャブル〜事件記者・鳴海遼子〜 第3・5-8話（2009年）　司会者
- 40女と90日間で結婚する方法（2009年） 客
- 主に泣いてます 第6話（2012年）　司会者
- 相棒 Season 12 第1話「ビリーバー」（2013年）
- 天誅〜闇の仕置人〜 第8話（2014年）　記者
- 火の粉 第2話（2016年4月9日） 弁護士
- 白衣の戦士！ 第8話(2019年) 相沢沙織の父
- ヒル Season 2 第3話（2022年4月29日、WOWOW）

### 映画
- ゼロの焦点
- 東京neo魔悲夜
- ピーナッツ

### ラジオ
- ガロの故郷 （『FMシアター』）
- ことばの教室 （学校放送）
- ラジオ図書館
- おはなしの旅 （学校放送）

### 吹き替え
- イップ・マン 葉問（リョン）
- ［リミット］（ダン/ロバート・パターソン）

### ゲーム
- 龍が如く（須藤純一）
- 龍が如く2（須藤純一）
- 龍が如く3（須藤純一）
- 龍が如く4 伝説を継ぐもの（須藤純一）

### アテレコ
- 修羅の刻
- 宇宙船地球号
- 世界バリバリ☆バリュー

### 舞台
- おんなは一生懸命（1989年、芸術座）
- 市川団十郎公演（1989年、新橋演舞場）
- 菊五郎劇団公演（歌舞伎座）